# Барканы (Невельский район)
Барканы — деревня в Невельском районе Псковской области России. Входит в состав Плисской волости.

## География
Расположена на автодороге М20 (участок Невель — Пустошка), в 4 км к северо-западу от райцентра, города Невель.

## Население
| 2001 | 2002 | 2010 |
| ---- | ---- | ---- |
| 81   | ↘69  | ↗76  |

Численность населения деревни по оценке на начало 2001 года составляла 81 человек.